# Ferdynand Habsburg (1609–1641)
Ferdynand Habsburg (ur. 16 maja 1609 w San Lorenzo de El Escorial, zm. 9 listopada 1641 w Brukseli) – arcybiskup Toledo, kardynał; namiestnik Niderlandów Południowych.

## Życiorys
Ferdynand był synem króla Hiszpanii Filipa III i Małgorzaty Austriaczki. W 1619 został administratorem arcybiskupstwa Toledo. 11 marca 1619 z rąk papieża Pawła V otrzymał kapelusz kardynalski z tytułem diakona Santa Maria in Portico. 1 marca 1620 został arcybiskupem Toledo. W 1633 został namiestnikiem Niderlandów Południowych. Dowodził wojskami w wojnach z Francją i Holandią.